# Павлова Вас
Павлова Вас (словен. Pavlova Vas) — поселення в общині Брежиці, Споднєпосавський регіон, Словенія. Висота над рівнем моря: 450,2 м.

## Назва
Назва поселення дослівно перекладається на українську мову як Павлове Село.